# Bryanthus musciformis
Bryanthus es un género monotípico de plantas fanerógamas pertenecientes a la familia Ericaceae.  Su única especie: Bryanthus musciformis es originaria de Asia.

## Hábitat
Las plantas se encuentran en Rusia, en la tundra, entre el musgo de los pantanos, mesetas volcánicas, y los campos de nieve. Menos común en la Península de Kamchatka, las islas Kuriles y las islas del Comandante. También se encuentra en el norte de Japón.

## Descripción
Es un arbusto postrado que alcanza un tamaño de 20-25 cm de altura, con ramas delgadas pubescentes. Hojas linear-oblongas, puntiagudas, gruesas y brillantes, de hasta 3 mm de largo, dispuestas en espiral. Las flores son pequeñas, de color rosa, recogida en inflorescencias racemosas.

## Taxonomía
Bryanthus musciformis fue descrita por (Poir.) Nakai y publicado en Trees and Shrubs Indigenous in Japan Proper 16. 1922.
Sinonimia
- Andromeda bryantha L.
- Andromeda musciformis Poir. basónimo
- Bryanthus gmelinii D.Don
- Erica bryantha Thunb.[3]